# Deuxième circonscription de Saône-et-Loire
La deuxième circonscription de Saône-et-Loire est l'une des cinq circonscriptions législatives françaises que compte le département de Saône-et-Loire (71) situé en région Bourgogne-Franche-Comté.

## Description géographique et démographique

### De 1958 à 1986
La deuxième circonscription de Saône-et-Loire était composée de :
- canton de Bourbon-Lancy
- canton de Charolles
- canton de Chauffailles
- canton de La Clayette
- canton de Digoin
- canton de Gueugnon
- canton de La Guiche
- canton de Marcigny
- canton de Palinges
- canton de Paray-le-Monial
- canton de Saint-Bonnet-de-Joux
- canton de Semur-en-Brionnais
- canton de Toulon-sur-Arroux

Source : Journal Officiel du 14-15 Octobre 1958.

### Depuis 1988
La deuxième circonscription de Saône-et-Loire est délimitée par le découpage électoral de la loi n°86-1197 du 24 novembre 1986
, elle regroupe les divisions administratives suivantes :
- canton de Bourbon-Lancy
- canton de Charolles
- canton de Chauffailles
- canton de La Clayette
- canton de Digoin
- canton de Gueugnon
- canton de Marcigny
- canton de Paray-le-Monial
- canton de Saint-Bonnet-de-Joux
- canton de Semur-en-Brionnais

D'après le recensement général de la population en 1999, réalisé par l'Institut national de la statistique et des études économiques (INSEE), la population totale de cette circonscription est estimée à 82812 habitants,.

## Historique des députations
| Législature | Début de mandat | Fin de mandat  | Député            | Parti politique | Observations                                                                               |
| ----------- | --------------- | -------------- | ----------------- | --------------- | ------------------------------------------------------------------------------------------ |
| Ire         | 9 décembre 1958 | 9 octobre 1962 | Pierre Dufour,    | IPAS,           | Mandat écourté à la suite d'une dissolution parlementaire décidée par Charles de Gaulle.   |
| IIe         | 6 décembre 1962 | 2 avril 1967   | Paul Duraffour,   | FGDS,           |                                                                                            |
| IIIe        | 3 avril 1967    | 30 mai 1968    | Paul Duraffour,   | FGDS,           | Mandat écourté à la suite d'une dissolution parlementaire décidée par Charles de Gaulle.   |
| IVe         | 11 juillet 1968 | 1er avril 1973 | Paul Duraffour,   | FGDS,           |                                                                                            |
| Ve          | 2 avril 1973    | 2 avril 1978   | Paul Duraffour,   | FGDS,           |                                                                                            |
| VIe         | 3 avril 1978    | 22 mai 1981    | Paul Duraffour,   | FGDS,           | Mandat écourté à la suite d'une dissolution parlementaire décidée par François Mitterrand. |
| VIIe        | 2 juillet 1981  | 1er avril 1986 | Paul Duraffour,   | MRG,            |                                                                                            |
| IXe         | 23 juin 1988    | 1er avril 1993 | Jean-Marc Nesme,  | UDF,            |                                                                                            |
| Xe          | 2 avril 1993    | 21 avril 1997  | Jean-Marc Nesme,  | UDF,            | Mandat écourté à la suite d'une dissolution parlementaire décidée par Jacques Chirac.      |
| XIe         | 12 juin 1997    | 18 juin 2002   | Jacques Rebillard | PRG             |                                                                                            |
| XIIe        | 19 juin 2002    | 19 juin 2007   | Jean-Marc Nesme,  | UMP,            |                                                                                            |
| XIIIe       | 20 juin 2007    | 19 juin 2012   | Jean-Marc Nesme,  | UMP,            |                                                                                            |
| XIVe        | 20 juin 2012    | 20 juin 2017   | Édith Gueugneau   | ex-PS           |                                                                                            |
| XVe         | 21 juin 2017    | 21 juin 2022   | Josiane Corneloup | LR              |                                                                                            |
| XVIe        | 22 juin 2022    | 9 juin 2024    | Josiane Corneloup | LR              | Mandat écourté à la suite d'une dissolution parlementaire décidée par Emmanuel Macron.     |
| XVIIe       | 8 juillet 2024  | En cours       | Josiane Corneloup | LR              |                                                                                            |

## Historique des élections

### Élections de 1958
| Candidat       | Candidat          | Parti          | Premier tour | Premier tour | Second tour | Second tour |  |
| Candidat       | Candidat          | Parti          | Voix         | %            | Voix        | %           |  |
| -------------- | ----------------- | -------------- | ------------ | ------------ | ----------- | ----------- |  |
|                | Pierre Dufour élu | CNIP           | 11 852       | 24,08        | 22 787      | 46,45       |  |
|                | Marc Humbert      | SFIO           | 8 804        | 17,88        | 12 241      | 24,95       |  |
|                | Roger Texier      | PCF            | 7 879        | 16,01        | 8 255       | 16,83       |  |
|                | Ernest Carrier    | Modérés        | 6 776        | 13,76        | 5 774       | 11,77       |  |
|                | Paul Duraffour    | Radsoc         | 6 502        | 13,21        | Retrait     | Retrait     |  |
|                | Henri Urvanowitz  | UNR            | 5 070        | 10,3         | Retrait     | Retrait     |  |
|                | Paul Vahé         | UFF            | 2 345        | 4,76         |             |             |  |
|                |                   |                |              |              |             |             |  |
| Inscrits       | Inscrits          | Inscrits       | 70 611       | 100,00       | 70 581      | 100,00      |  |
| Abstentions    | Abstentions       | Abstentions    | 20 465       | 28,98        | 20 681      | 29,3        |  |
| Votants        | Votants           | Votants        | 50 146       | 71,02        | 49 900      | 70,7        |  |
| Blancs et nuls | Blancs et nuls    | Blancs et nuls | 918          | 1,83         | 843         | 1,69        |  |
| Exprimés       | Exprimés          | Exprimés       | 49 228       | 98,17        | 49 057      | 98,31       |  |

Joseph Metrop, agriculteur, conseiller général du canton de Palinges, maire de Grandvaux était le suppléant de Pierre Dufour.

### Élections de 1962
| Candidat       | Candidat              | Parti          | Premier tour | Premier tour | Second tour | Second tour |  |
| Candidat       | Candidat              | Parti          | Voix         | %            | Voix        | %           |  |
| -------------- | --------------------- | -------------- | ------------ | ------------ | ----------- | ----------- |  |
|                | Pierre Dufour sortant | CNIP           | 16 502       | 41,27        | 20 264      | 46,09       |  |
|                | Paul Duraffour élu    | Radsoc (SFIO)  | 12 980       | 32,46        | 23 698      | 53,91       |  |
|                | Henri Robin           | PCF            | 10 504       | 26,27        | Retrait     | Retrait     |  |
|                |                       |                |              |              |             |             |  |
| Inscrits       | Inscrits              | Inscrits       | 70 336       | 100,00       | 70 420      | 100,00      |  |
| Abstentions    | Abstentions           | Abstentions    | 28 671       | 40,76        | 25 247      | 35,85       |  |
| Votants        | Votants               | Votants        | 41 665       | 59,24        | 45 173      | 64,15       |  |
| Blancs et nuls | Blancs et nuls        | Blancs et nuls | 1 679        | 4,03         | 1 211       | 2,68        |  |
| Exprimés       | Exprimés              | Exprimés       | 39 986       | 95,97        | 43 962      | 97,32       |  |

Louis Quéroy, conseiller général, maire de Digoin était le suppléant de Paul Duraffour.

### Élections de 1967
| Candidat       | Candidat                     | Parti          | Premier tour | Premier tour | Second tour | Second tour |  |
| Candidat       | Candidat                     | Parti          | Voix         | %            | Voix        | %           |  |
| -------------- | ---------------------------- | -------------- | ------------ | ------------ | ----------- | ----------- |  |
|                | Paul Duraffour sortant réélu | FGDS (Radical) | 25 374       | 47,46        | 37 536      | 72,17       |  |
|                | Philibert de Rambuteau       | UD-Ve          | 13 545       | 25,33        | 14 478      | 27,83       |  |
|                | François Chapuis             | PCF            | 11 034       | 20,64        | Retrait     | Retrait     |  |
|                | Jean-Marie du Mazel          | CD (PDM)       | 3 513        | 6,57         |             |             |  |
|                |                              |                |              |              |             |             |  |
| Inscrits       | Inscrits                     | Inscrits       | 70 186       | 100,00       | 70 166      | 100,00      |  |
| Abstentions    | Abstentions                  | Abstentions    | 15 939       | 22,71        | 17 151      | 24,44       |  |
| Votants        | Votants                      | Votants        | 54 247       | 77,29        | 53 015      | 75,56       |  |
| Blancs et nuls | Blancs et nuls               | Blancs et nuls | 781          | 1,44         | 1 001       | 1,89        |  |
| Exprimés       | Exprimés                     | Exprimés       | 53 466       | 98,56        | 52 014      | 98,11       |  |

Le suppléant de Paul Duraffour était Louis Quéroy.

### Élections de 1968
| Candidat       | Candidat                     | Parti          | Premier tour | Premier tour | Second tour | Second tour |  |
| Candidat       | Candidat                     | Parti          | Voix         | %            | Voix        | %           |  |
| -------------- | ---------------------------- | -------------- | ------------ | ------------ | ----------- | ----------- |  |
|                | Paul Duraffour sortant réélu | FGDS (Radical) | 24 547       | 45,81        | 30 307      | 58,59       |  |
|                | P. Mathieu                   | UDR (URP)      | 20 458       | 38,18        | 21 419      | 41,41       |  |
|                | François Chapuis             | PCF            | 8 578        | 16,01        | Retrait     | Retrait     |  |
|                |                              |                |              |              |             |             |  |
| Inscrits       | Inscrits                     | Inscrits       | 69 919       | 100,00       | 69 912      | 100,00      |  |
| Abstentions    | Abstentions                  | Abstentions    | 15 379       | 22           | 17 501      | 25,03       |  |
| Votants        | Votants                      | Votants        | 54 540       | 78           | 52 411      | 74,97       |  |
| Blancs et nuls | Blancs et nuls               | Blancs et nuls | 957          | 1,75         | 685         | 1,31        |  |
| Exprimés       | Exprimés                     | Exprimés       | 53 583       | 98,25        | 51 726      | 98,69       |  |

Le suppléant de Paul Duraffour était Louis Quéroy.

### Élections de 1973
| Candidat       | Candidat                     | Parti          | Premier tour | Premier tour | Second tour | Second tour |  |
| Candidat       | Candidat                     | Parti          | Voix         | %            | Voix        | %           |  |
| -------------- | ---------------------------- | -------------- | ------------ | ------------ | ----------- | ----------- |  |
|                | Paul Duraffour sortant réélu | MRG (UGSD)     | 26 725       | 48,32        | 34 270      | 62,09       |  |
|                | Marcel Blanchard             | UDR (URP)      | 19 301       | 34,9         | 20 921      | 37,91       |  |
|                | François Chapuis             | PCF            | 9 283        | 16,78        | Retrait     | Retrait     |  |
|                |                              |                |              |              |             |             |  |
| Inscrits       | Inscrits                     | Inscrits       | 71 978       | 100,00       | 71 988      | 100,00      |  |
| Abstentions    | Abstentions                  | Abstentions    | 15 205       | 21,12        | 15 784      | 21,93       |  |
| Votants        | Votants                      | Votants        | 56 773       | 78,88        | 56 204      | 78,07       |  |
| Blancs et nuls | Blancs et nuls               | Blancs et nuls | 1 464        | 2,58         | 1 013       | 1,8         |  |
| Exprimés       | Exprimés                     | Exprimés       | 55 309       | 97,42        | 55 191      | 98,2        |  |

Le suppléant de Paul Duraffour était François Lacharme, conseiller général, maire de Vérosvres.

### Élections de 1978
| Candidat       | Candidat                     | Parti          | Premier tour | Premier tour | Second tour | Second tour |  |
| Candidat       | Candidat                     | Parti          | Voix         | %            | Voix        | %           |  |
| -------------- | ---------------------------- | -------------- | ------------ | ------------ | ----------- | ----------- |  |
|                | Paul Duraffour sortant réélu | MRG (PS)       | 24 375       | 38,46        | 36 479      | 56,44       |  |
|                | Marcel Blanchard             | RPR            | 14 833       | 23,4         | 28 158      | 43,56       |  |
|                | Jean Drevon                  | UDF (PR)       | 11 093       | 17,5         | Retrait     | Retrait     |  |
|                | Hubert Louis                 | PCF            | 10 426       | 16,45        | Retrait     | Retrait     |  |
|                | Françoise Leviez             | LO             | 1 261        | 1,99         |             |             |  |
|                | Didier Picard                | PFN            | 892          | 1,41         |             |             |  |
|                | Mme Bedjali-Decour           | Divers droite  | 498          | 0,79         |             |             |  |
|                |                              |                |              |              |             |             |  |
| Inscrits       | Inscrits                     | Inscrits       | 78 879       | 100,00       | 78 877      | 100,00      |  |
| Abstentions    | Abstentions                  | Abstentions    | 14 376       | 18,23        | 13 202      | 16,74       |  |
| Votants        | Votants                      | Votants        | 64 503       | 81,77        | 65 675      | 83,26       |  |
| Blancs et nuls | Blancs et nuls               | Blancs et nuls | 1 125        | 1,74         | 1 038       | 1,58        |  |
| Exprimés       | Exprimés                     | Exprimés       | 63 378       | 98,26        | 64 637      | 98,42       |  |

Le suppléant de Paul Duraffour était Roger Luquet, PS, directeur départementale de formation professionnelle agricole, conseiller général, maire de Bourbon-Lancy.

### Élections de 1981
| Candidat       | Candidat                     | Parti          | Premier tour | Premier tour | Second tour | Second tour |  |
| Candidat       | Candidat                     | Parti          | Voix         | %            | Voix        | %           |  |
| -------------- | ---------------------------- | -------------- | ------------ | ------------ | ----------- | ----------- |  |
|                | Paul Duraffour sortant réélu | MRG (PS)       | 25 953       | 47,04        | 33 609      | 57,26       |  |
|                | Jean-Marc Nesme              | UDF (PR)       | 21 235       | 38,49        | 25 083      | 42,77       |  |
|                | Hubert Louis                 | PCF            | 6 312        | 11,44        |             |             |  |
|                | Claude Bernard               | Divers droite  | 1 670        | 3,03         |             |             |  |
|                |                              |                |              |              |             |             |  |
| Inscrits       | Inscrits                     | Inscrits       | 80 462       | 100,00       | 80 451      | 100,00      |  |
| Abstentions    | Abstentions                  | Abstentions    | 24 574       | 30,54        | 21 078      | 26,2        |  |
| Votants        | Votants                      | Votants        | 55 888       | 69,46        | 59 373      | 73,8        |  |
| Blancs et nuls | Blancs et nuls               | Blancs et nuls | 718          | 1,28         | 681         | 1,15        |  |
| Exprimés       | Exprimés                     | Exprimés       | 55 170       | 98,72        | 58 692      | 98,85       |  |

Le suppléant de Paul Duraffour était Roger Luquet.

### Élections de 1988
| Candidat       | Candidat            | Parti          | Premier tour | Premier tour | Second tour | Second tour |  |
| Candidat       | Candidat            | Parti          | Voix         | %            | Voix        | %           |  |
| -------------- | ------------------- | -------------- | ------------ | ------------ | ----------- | ----------- |  |
|                | Jean-Marc Nesme élu | UDF (AD) (URC) | 18 135       | 44,77        | 23 330      | 51,58       |  |
|                | Paul Duraffour      | MRG (PS)       | 16 622       | 41,04        | 21 904      | 48,42       |  |
|                | Hubert Louis        | PCF            | 3 381        | 8,35         |             |             |  |
|                | Robert Paire        | FN             | 2 368        | 5,85         |             |             |  |
|                |                     |                |              |              |             |             |  |
| Inscrits       | Inscrits            | Inscrits       | 64 177       | 100,00       | 64 163      | 100,00      |  |
| Abstentions    | Abstentions         | Abstentions    | 22 691       | 35,36        | 18 036      | 28,11       |  |
| Votants        | Votants             | Votants        | 41 486       | 64,64        | 46 127      | 71,89       |  |
| Blancs et nuls | Blancs et nuls      | Blancs et nuls | 980          | 2,36         | 893         | 1,94        |  |
| Exprimés       | Exprimés            | Exprimés       | 40 506       | 97,64        | 45 234      | 98,06       |  |

Le suppléant de Jean-Marc Nesme était Bernard Rizet, Président de l'Union commerciale et artisanale de Bourbon-Lancy.

### Élections de 1993
|                | Jean-Marc Nesme sortant réélu | UDF (AD)       | 23 233 | 55,64  |  |  |  |
|                | Roland Cottin                 | PS (ADFP)      | 7 690  | 18,42  |  |  |  |
|                | Louis Cantat                  | PCF            | 3 535  | 8,47   |  |  |  |
|                | Jean-Luc De Kegel             | FN             | 3 103  | 7,43   |  |  |  |
|                | Jean-Marc Dautriche           | Les Verts (EÉ) | 1 993  | 4,77   |  |  |  |
|                | Jean-Claude Jacqueline        | LT-LNÉ         | 1 240  | 2,97   |  |  |  |
|                | Paul Frizot                   | UDI            | 963    | 2,31   |  |  |  |
|                |                               |                |        |        |  |  |  |
| Inscrits       | Inscrits                      | Inscrits       | 64 704 | 100,00 |  |  |  |
| Abstentions    | Abstentions                   | Abstentions    | 20 157 | 31,15  |  |  |  |
| Votants        | Votants                       | Votants        | 44 547 | 68,85  |  |  |  |
| Blancs et nuls | Blancs et nuls                | Blancs et nuls | 2 790  | 6,26   |  |  |  |
| Exprimés       | Exprimés                      | Exprimés       | 41 757 | 93,74  |  |  |  |

Le suppléant de Jean-Marc Nesme était Joseph Wackenheim, conseiller municipal de Gueugnon.

### Élections de 1997
| Candidat       | Candidat                | Parti          | Premier tour | Premier tour | Second tour | Second tour |  |
| Candidat       | Candidat                | Parti          | Voix         | %            | Voix        | %           |  |
| -------------- | ----------------------- | -------------- | ------------ | ------------ | ----------- | ----------- |  |
|                | Jean-Marc Nesme sortant | UDF (PPDF)     | 15 444       | 37,11        | 21 169      | 48,34       |  |
|                | Jacques Rebillard élu   | PRS (PS)       | 12 446       | 29,91        | 22 619      | 51,66       |  |
|                | Michel Aufranc          | FN             | 4 166        | 10,01        |             |             |  |
|                | Hubert Louis            | PCF            | 3 690        | 8,87         |             |             |  |
|                | Christian Duclos        | LDI (MPF)      | 1 953        | 4,69         |             |             |  |
|                | Maité Aymes             | Les Verts      | 1 504        | 3,61         |             |             |  |
|                | Alain Bailly            | diss. PS       | 1 477        | 3,55         |             |             |  |
|                | Jacques Mitaine         | MDC            | 934          | 2,24         |             |             |  |
|                |                         |                |              |              |             |             |  |
| Inscrits       | Inscrits                | Inscrits       | 63 967       | 100,00       | 63 964      | 100,00      |  |
| Abstentions    | Abstentions             | Abstentions    | 19 247       | 30,09        | 17 705      | 27,68       |  |
| Votants        | Votants                 | Votants        | 44 720       | 69,91        | 46 259      | 72,32       |  |
| Blancs et nuls | Blancs et nuls          | Blancs et nuls | 3 106        | 6,95         | 2 471       | 5,34        |  |
| Exprimés       | Exprimés                | Exprimés       | 41 614       | 93,05        | 43 788      | 94,66       |  |

Le suppléant de Jacques Rebillard était Jean-Paul Drapier, PS, professeur de collège, adjoint au maire de Bourbon-Lancy.

### Élections de 2002
| Candidat       | Candidat                  | Parti          | Premier tour | Premier tour | Second tour | Second tour |  |
| Candidat       | Candidat                  | Parti          | Voix         | %            | Voix        | %           |  |
| -------------- | ------------------------- | -------------- | ------------ | ------------ | ----------- | ----------- |  |
|                | Jean-Marc Nesme élu       | UMP            | 17 008       | 40,8         | 19 980      | 50,09       |  |
|                | Jacques Rebillard sortant | PRG (PS)       | 15 419       | 36,99        | 19 909      | 49,91       |  |
|                | Marie-Christine Bignon    | FN             | 4 847        | 11,63        |             |             |  |
|                | Hubert Louis              | PCF            | 1 456        | 4,86         |             |             |  |
|                | Jacqueline Desloire       | Les Verts      | 770          | 1,85         |             |             |  |
|                | Nicole Raymond            | CPNT           | 650          | 1,56         |             |             |  |
|                | Jacqueline Lelong         | LO             | 589          | 1,41         |             |             |  |
|                | Colette Leverger          | Divers         | 349          | 0,84         |             |             |  |
|                | Frédéric Sabattier        | MPF            | 308          | 0,74         |             |             |  |
|                | Monique Thiollière        | MNR            | 224          | 0,54         |             |             |  |
|                | Jean Fièvre               | Divers         | 63           | 0,15         |             |             |  |
|                |                           |                |              |              |             |             |  |
| Inscrits       | Inscrits                  | Inscrits       | 64 604       | 100,00       | 64 588      | 100,00      |  |
| Abstentions    | Abstentions               | Abstentions    | 22 068       | 34,16        | 23 401      | 36,23       |  |
| Votants        | Votants                   | Votants        | 42 536       | 65,84        | 41 187      | 63,77       |  |
| Blancs et nuls | Blancs et nuls            | Blancs et nuls | 853          | 2,01         | 1 298       | 3,15        |  |
| Exprimés       | Exprimés                  | Exprimés       | 41 683       | 97,99        | 39 889      | 96,85       |  |

La suppléante de Jean-Marc Nesme était Christine Boudet, chirurgien-dentiste à Gueugnon.

### Élections de 2007
| Candidat       | Candidat                      | Parti          | Premier tour | Premier tour | Second tour | Second tour |  |
| Candidat       | Candidat                      | Parti          | Voix         | %            | Voix        | %           |  |
| -------------- | ----------------------------- | -------------- | ------------ | ------------ | ----------- | ----------- |  |
|                | Jean-Marc Nesme sortant réélu | UMP            | 17 157       | 43,38        | 20 262      | 50,1        |  |
|                | Jacques Rebillard             | PRG (PS)       | 13 304       | 33,64        | 20 185      | 49,9        |  |
|                | André Chassort                | UDF–MoDem      | 2 692        | 6,81         |             |             |  |
|                | Alain Bailly                  | Divers gauche  | 1 924        | 4,86         |             |             |  |
|                | Hubert Louis                  | PCF            | 1 093        | 2,76         |             |             |  |
|                | Nicole Pellenard              | FN             | 921          | 2,33         |             |             |  |
|                | Nathalie Charvy               | Les Verts      | 721          | 1,82         |             |             |  |
|                | Bernard Jomain                | MPF            | 628          | 1,59         |             |             |  |
|                | Marie-Hélène Plard            | LCR            | 565          | 1,43         |             |             |  |
|                | Jacqueline Lelong             | LO             | 262          | 0,66         |             |             |  |
|                | Alain Lagoutte                | MNR            | 165          | 0,42         |             |             |  |
|                | Grégory Baudouin              | MRC            | 120          | 0,3          |             |             |  |
|                | Christiane Bachaud            | Divers         | 0            | 0            |             |             |  |
|                |                               |                |              |              |             |             |  |
| Inscrits       | Inscrits                      | Inscrits       | 64 533       | 100,00       | 64 527      | 100,00      |  |
| Abstentions    | Abstentions                   | Abstentions    | 24 153       | 37,43        | 23 062      | 35,74       |  |
| Votants        | Votants                       | Votants        | 40 380       | 62,57        | 41 465      | 64,26       |  |
| Blancs et nuls | Blancs et nuls                | Blancs et nuls | 828          | 2,05         | 1 018       | 2,46        |  |
| Exprimés       | Exprimés                      | Exprimés       | 39 552       | 97,95        | 40 447      | 97,54       |  |

### Élections de 2012
| Candidat       | Candidat                | Parti          | Premier tour | Premier tour | Second tour | Second tour |  |
| Candidat       | Candidat                | Parti          | Voix         | %            | Voix        | %           |  |
| -------------- | ----------------------- | -------------- | ------------ | ------------ | ----------- | ----------- |  |
|                | Jean-Marc Nesme sortant | UMP            | 17 777       | 37,35        | 22 443      | 47,18       |  |
|                | Edith Gueugneau élu     | diss. PS       | 14 004       | 29,42        | 25 124      | 52,82       |  |
|                | Nicolas Guillemet       | EÉLV (PS)      | 6 996        | 14,70        |             |             |  |
|                | Marie-Christiane Colas  | RBM (FN)       | 5 779        | 12,14        |             |             |  |
|                | Isabelle Voillot        | FG (PCF)       | 2 149        | 4,51         |             |             |  |
|                | Charlène Dorier         | DLR            | 569          | 1,20         |             |             |  |
|                | Johanne Morel           | LO             | 323          | 0,68         |             |             |  |
|                |                         |                |              |              |             |             |  |
| Inscrits       | Inscrits                | Inscrits       | 81 300       | 100,00       | 81 295      | 100,00      |  |
| Abstentions    | Abstentions             | Abstentions    | 32 748       | 40,28        | 32 206      | 39,62       |  |
| Votants        | Votants                 | Votants        | 48 552       | 59,72        | 49 089      | 60,38       |  |
| Blancs et nuls | Blancs et nuls          | Blancs et nuls | 955          | 1,97         | 1 522       | 3,1         |  |
| Exprimés       | Exprimés                | Exprimés       | 47 597       | 98,03        | 47 567      | 96,9        |  |

### Élections de 2017
|                                                                                |                                                                           |                           |                           |                          |                          |
|                                                                                |                                                                           | Premier tour 11 juin 2017 | Premier tour 11 juin 2017 | Second tour 18 juin 2017 | Second tour 18 juin 2017 |
|                                                                                |                                                                           |                           |                           |                          |                          |
|                                                                                |                                                                           | Nombre                    | % des inscrits            | Nombre                   | % des inscrits           |
| Inscrits                                                                       | Inscrits                                                                  | 78 345                    | 100,00                    | 78 344                   | 100,00                   |
| Abstentions                                                                    | Abstentions                                                               | 38 278                    | 48,86                     | 42 991                   | 54,87                    |
| Votants                                                                        | Votants                                                                   | 40 067                    | 51,14                     | 35 353                   | 45,13                    |
|                                                                                |                                                                           |                           | % des votants             |                          | % des votants            |
| Bulletins blancs                                                               | Bulletins blancs                                                          | 763                       | 1,90                      | 2 560                    | 7,24                     |
| Bulletins nuls                                                                 | Bulletins nuls                                                            | 311                       | 0,78                      | 1 203                    | 3,40                     |
| Suffrages exprimés                                                             | Suffrages exprimés                                                        | 38 993                    | 97,32                     | 31 590                   | 89,36                    |
|                                                                                |                                                                           |                           |                           |                          |                          |
| Candidat Étiquette politique (partis et alliances)                             | Candidat Étiquette politique (partis et alliances)                        | Voix                      | % des exprimés            | Voix                     | % des exprimés           |
|                                                                                |                                                                           |                           |                           |                          |                          |
|                                                                                | Vincent Chauvet Mouvement démocrate (La République en marche)             | 12 225                    | 31,35                     | 15 466                   | 48,96                    |
|                                                                                | Josiane Corneloup Les Républicains (Union des démocrates et indépendants) | 9 376                     | 24,05                     | 16 124                   | 51,04                    |
|                                                                                | Antoine Chudzik Front national                                            | 4 696                     | 12,04                     |                          |                          |
|                                                                                | Philippe Bonnot Parti communiste français (La France insoumise)           | 3 886                     | 9,97                      |                          |                          |
|                                                                                | Dominique Lotte Parti radical de gauche (Parti socialiste)                | 3 813                     | 9,78                      |                          |                          |
|                                                                                | Philippe Guyot de Caila Divers droite                                     | 1 533                     | 3,93                      |                          |                          |
|                                                                                | Dominique Cornet Europe Écologie Les Verts                                | 1 231                     | 3,16                      |                          |                          |
|                                                                                | Éric Nevers Debout la France                                              | 890                       | 2,28                      |                          |                          |
|                                                                                | Laurène Destremau Parti chrétien-démocrate                                | 474                       | 1,22                      |                          |                          |
|                                                                                | Pascal Dussauge Lutte ouvrière                                            | 415                       | 1,06                      |                          |                          |
|                                                                                | Léo Trontin Union populaire républicaine                                  | 223                       | 0,57                      |                          |                          |
|                                                                                | Ouanessa Boudra Souveraineté, identité et libertés                        | 216                       | 0,55                      |                          |                          |
|                                                                                | Philomène Baccot Divers gauche                                            | 15                        | 0,04                      |                          |                          |
| Source : Ministère de l'Intérieur - Deuxième circonscription de Saône-et-Loire |                                                                           |                           |                           |                          |                          |

### Élections de 2022
| Résultats des élections législatives des 12 et 19 juin 2022 de la 1re circonscription de Saône-et-Loire |                          |                          |                          |              |              |             |             |
| Candidat                                                                                                | Candidat                 | Parti et coalition       | Nuance                   | Premier tour | Premier tour | Second tour | Second tour |
| Candidat                                                                                                | Candidat                 | Parti et coalition       | Nuance                   | Voix         | %            | Voix        | %           |
| | Josiane Corneloup        | LR (UDC)                 | LR                       | 14 031       | 36,81        | 22 823      | 66,65       |
| | Céline Vinauger          | PCF (NUPES)              | NUP                      | 7 627        | 20,01        | 11 419      | 33,35       |
| | Olivier Damien           | RN                       | RN                       | 7 179        | 18,84        |             |             |
| | Laurence Gauthier        | MoDem (ENS)              | ENS                      | 6 188        | 16,24        |             |             |
| | Laurence Albert          | REC                      | REC                      | 1 373        | 3,60         |             |             |
| | Pascal Dussauge          | LO                       | DXG                      | 683          | 1,79         |             |             |
| | Chantal Varéla           | DLF (UPF)                | DSV                      | 539          | 1,41         |             |             |
| | Maud Sicard              | PP                       | DIV                      | 493          | 1,29         |             |             |
| Votes valides                                                                                           | Votes valides            | Votes valides            | Votes valides            | 38 113       | 97,79        | 34 242      | 94,11       |
| Votes blancs                                                                                            | Votes blancs             | Votes blancs             | Votes blancs             | 596          | 1,53         | 1 491       | 4,10        |
| Votes nuls                                                                                              | Votes nuls               | Votes nuls               | Votes nuls               | 264          | 0,68         | 654         | 1,80        |
| Total                                                                                                   | Total                    | Total                    | Total                    | 38 973       | 100          | 36 387      | 100         |
| Abstention                                                                                              | Abstention               | Abstention               | Abstention               | 38 243       | 49,53        | 40 831      | 52,88       |
| Inscrits / participation                                                                                | Inscrits / participation | Inscrits / participation | Inscrits / participation | 77 216       | 50,47        | 77 218      | 47,12       |

### Elections de 2024
| Candidat                 | Candidat                 | Parti et coalition       | Nuance                   | Premier tour | Premier tour | Second tour | Second tour |
| Candidat                 | Candidat                 | Parti et coalition       | Nuance                   | Voix         | %            | Voix        | %           |
| ------------------------ | ------------------------ | ------------------------ | ------------------------ | ------------ | ------------ | ----------- | ----------- |
|                          | Olivier Damien           | RN                       | RN                       | 19 739       | 37,85        | 21 361      | 41,61       |
|                          | Josiane Corneloup        | LR                       | LR                       | 17 511       | 33,58        | 29 978      | 58,39       |
|                          | Sébastien Gautheron      | PCF (NFP)                | UG                       | 9 124        | 17,50        |             |             |
|                          | Raymond Zekpa            | HOR (ENS)                | ENS                      | 5 094        | 9,77         |             |             |
|                          | Patrick Berthelot        | LO                       | EXG                      | 677          | 1,30         |             |             |
|                          |                          |                          |                          |              |              |             |             |
| Suffrages exprimés       | Suffrages exprimés       | Suffrages exprimés       | Suffrages exprimés       | 52 144       | 97,34        | 51 339      | 95,31       |
| Votes blancs             | Votes blancs             | Votes blancs             | Votes blancs             | 894          | 1,67         | 1 801       | 3,34        |
| Votes nuls               | Votes nuls               | Votes nuls               | Votes nuls               | 532          | 0,99         | 725         | 1,35        |
| Total                    | Total                    | Total                    | Total                    | 53 570       | 100          | 53 865      | 100         |
| Abstention               | Abstention               | Abstention               | Abstention               | 23 051       | 30,08        | 22 765      | 29,71       |
| Inscrits / participation | Inscrits / participation | Inscrits / participation | Inscrits / participation | 76 621       | 69,92        | 76 630      | 70,29       |

#### Département de Saône-et-Loire
- La fiche de l'INSEE de cette circonscription : « Tableaux et Analyses de la deuxième circonscription de Saône-et-Loire », sur insee.fr, site de l'Institut national de la statistique et des études économiques (consulté le 10 juin 2007) [PDF]

- « Tous les députés du département de Saône-et-Loire depuis 1789 », sur assemblee-nationale.fr, site de l'Assemblée nationale française (consulté le 10 juin 2007)

- « Informations contentieuses sur le département de Saône-et-Loire (Élections législatives de 2002) »(Archive.org • Wikiwix • Archive.is • Google • Que faire ?), sur conseil-constitutionnel.fr, site du Conseil constitutionnel (consulté le 13 juin 2007)

#### Circonscriptions en France
- « Carte des circonscriptions législatives en France », sur assemblee-nationale.fr, site de l'Assemblée nationale française (consulté le 20 juin 2007)

- « Résultats électoraux officiels en France »(Archive.org • Wikiwix • Archive.is • Google • Que faire ?), sur interieur.gouv.fr, site du ministère de l'Intérieur (France) (consulté le 13 juin 2007)

- Description et Atlas des circonscriptions électorales de France sur http://www.atlaspol.com, Atlaspol, site de cartographie géopolitique, consulté le 13 juin 2007.